# Bătălia de la Stalingrad
Bătălia de la Stalingrad din perioada 23 august 1942–2 februarie 1943 a reprezentat un important punct de cotitură în desfășurarea celui de-al Doilea Război Mondial și este considerată cea mai sângeroasă și mai mare bătălie din istoria omenirii. Bătălia a fost marcată de neglijare și brutalitate față de populația civilă.
Bătălia a inclus campania de bombardamente aeriene asupra orașului Stalingrad (azi redenumit Volgograd) din sudul Rusiei, atacuri terestre asupra orașului, precum și lupte pe teritoriul orașului. A urmat contraofensiva sovietică care, în cele din urmă, a încercuit și a distrus forțele germane și ale aliaților din cadrul Axei din Stalingrad și din regiunea periferică a orașului. Numărul total al pierderilor de vieți umane este estimat aproximativ la 3 milioane. Lipsa unor date mai exacte se explică prin refuzul guvernului sovietic de a oferi cifre exacte din cauza temerilor că sacrificiile ar fi părut prea mari și ar fi demobilizat eforturile de război. Forțele Axei au pierdut aproximativ un sfert din efectivul total de pe frontul de răsărit și nu și-au mai revenit niciodată de pe urma acestei înfrângeri. Pentru sovietici, victoria de la Stalingrad a marcat începutul eliberării URSS, luptă care a dus în cele din urmă la victoria din 1945 asupra Germaniei Naziste.

## Preambul
Pe 22 iunie 1941, Germania și aliații ei din Axă au invadat Uniunea Sovietică și au avansat rapid în interiorul țării. Suferind înfrângere după înfrângere în timpul verii și toamnei anului 1941, forțele sovietice au contraatacat viguros în fața porților capitalei în bătălia de la Moscova din decembrie 1941. Germanii, epuizați, neechipați corespunzător pentru lupta de iarnă și cu liniile de aprovizionare suprasolicitate, au fost respinși din fața Moscovei.
Germanii au reușit stabilizarea frontului până în primăvara anului următor (1942). Planurile de a lansa un nou atac asupra Moscovei au fost abandonate, Grupul de Armate Centru fiind prea slăbit pentru încă un atac. În plus, un nou atac ar fi fost „prea evident”. Caracteristica tactico-strategică principală a Războiului Fulger german era atacul masiv în punctul în care inamicul se așteaptă cel mai puțin, cu rapiditate, așa încât sovieticii să nu reușească să organizeze apărarea. Pentru îndeplinirea unor astfel de obiective, au fost luate în considerare noi atacuri în nord și în sud. În plus, Înaltul Comandament German era conștient că timpul lucra în defavoarea atacatorilor. SUA intraseră în război după ce Japonia atacase baza navală de la  Pearl Harbor, în decembrie 1941. Germanii aveau nevoie să încheie luptele pe frontul de răsărit sau, cel puțin, să le reducă amploarea mai înainte ca SUA să poată deschide un nou front în ajutorul sovieticilor. Un atac în sudul Rusiei ar fi asigurat controlul asupra zonei bogate în petrol din zona Caucaziană și asupra râului Volga, o cale foarte importantă de transport pentru sovietici. Potrivit strategiei germane o victorie în sudul Rusiei ar fi dat o lovitură mortală economiei și mașinii de război rusești.

## Operațiunea Blau

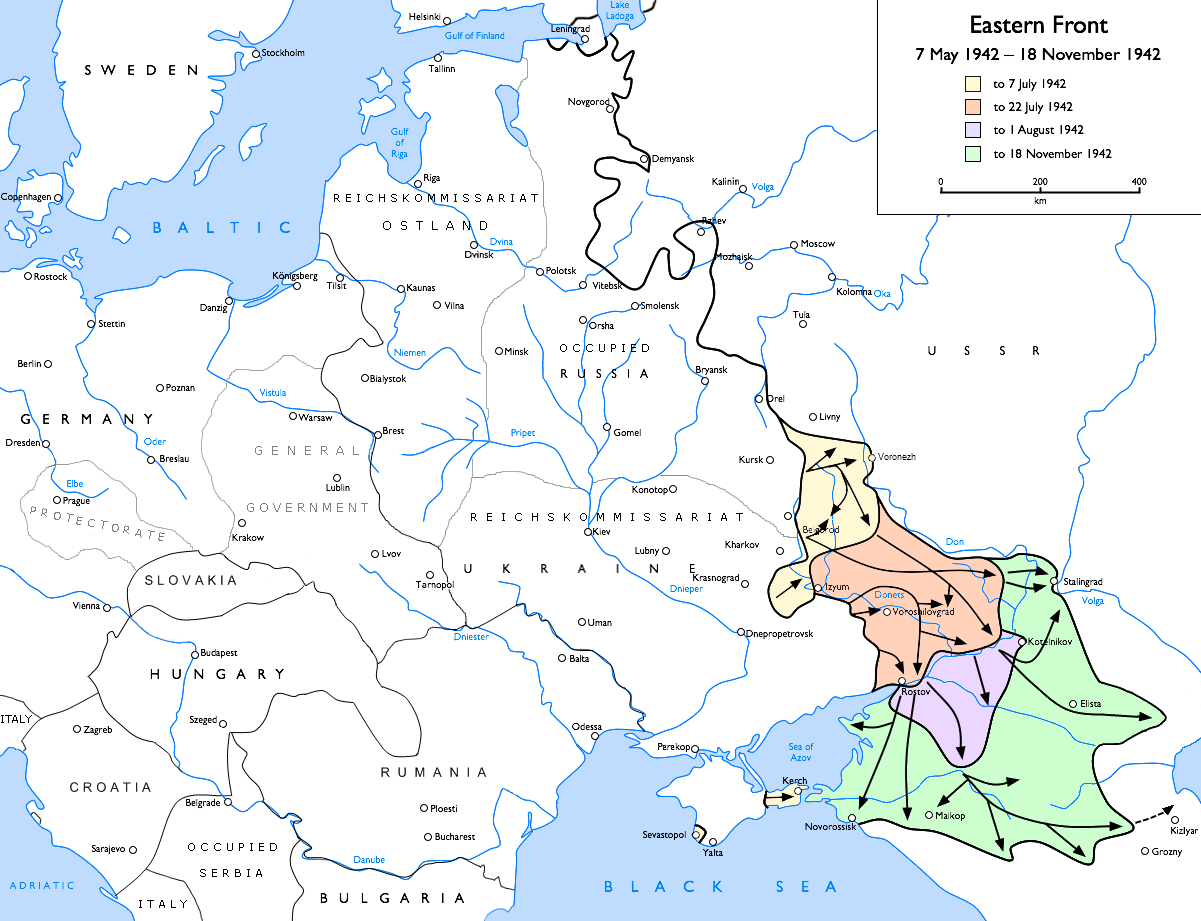
Operațiunea Blau (Albastru): Avansarea germană din 7 mai 1942 până în 18 noiembrie 1942

Până în cele din urmă, a fost ales Grupul de Armate Sud, (care mai înainte cucerise Ucraina), având sarcina să străpungă frontul sovietic, să traverseze stepele rusești până în Caucaz, pentru a captura zona petrolieră importantă de aici. Această operațiune de vară a fost numită Fall Blau. Forțele atacatoare erau formate din Armata a 6-a germană și Armatele 1 Panzer  și a 17-a.
Hitler a intervenit în planurile strategice ale atacului, dând ordin ca Grupul de Armate să se dividă în două ramuri. Grupul de Armate Sud (A), sub comanda lui Erich von Manstein și Ewald von Kleist, trebuia să continue atacul către sud așa cum fusese plănuit inițial. Grupul de Armate Sud (B), care cuprindea Armata a 6-a a lui Friedrich Paulus și Armata a 4-a Panzer a lui Hermann Hoth, trebuia să atace spre est, către râul Volga și orașul Stalingrad. 
Cucerirea Stalingradului era importantă pentru Hitler din mai multe motive:
orașul era un centru industrial, așezat pe râul Volga, care era o cale de transport vitală care lega zona Mării Caspice de nordul Rusiei;
cucerirea acestei zone ar fi asigurat flancul stâng al armatelor germane în timpul marșului lor către Caucaz;
și nu pe ultimul loc se aflau rațiuni care țineau de propagandă și ideologie, orașul purtând numele conducătorului sovietic, Iosif Vissarionovici Stalin.
Desfășurarea evenimentelor a dovedit că și Stalin se gândise la aceleași lucruri.

## Începuturile bătăliei

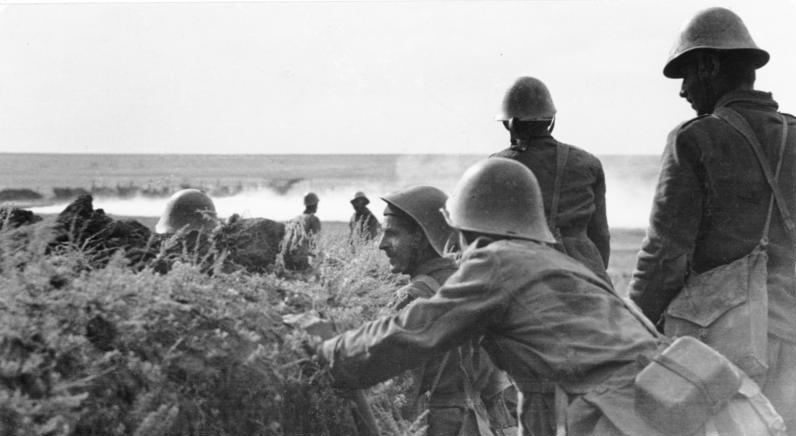
Soldați români în zona Don/Stalingrad

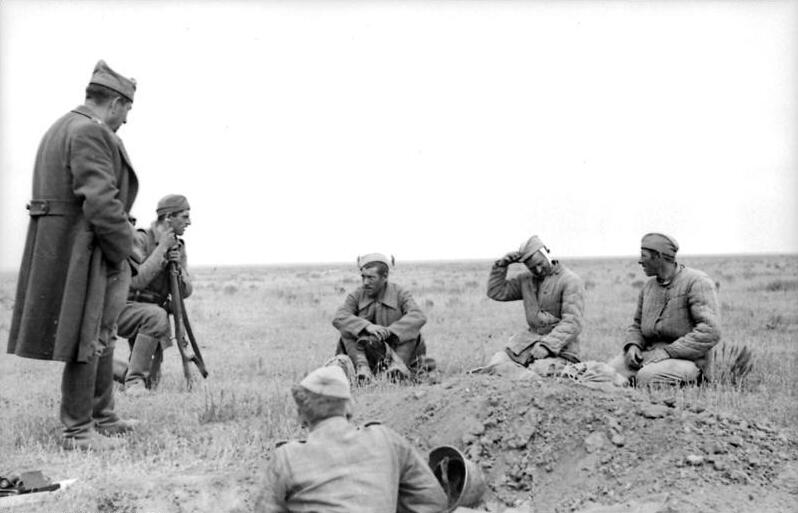
Soldați români și prizonieri ruși în zona Don/Stalingrad

Începutul Operațiunii Albastru a fost planificat pentru sfârșitul lunii mai 1942. Un număr de unități germane și române, care urmau să ia parte la atac, erau încă angajate în cucerirea Sevastopolului, oraș fortificat și port în Peninsula Crimeea.  Întârzierile datorate apărării sovietice hotărâte au făcut ca atacul să fie amânat de câteva ori, până la sfârșitul lunii iunie. Au fost întreprinse atacuri de mai mică amploare, blocând forțele sovietice într-o pungă la Harkov, pe 22 mai.
Atacul a început într-un târziu, pe 28 iunie 1942, când Grupul de Armate Sud a înaintat în sudul Rusiei. Ofensiva germană a început bine.  Forțele sovietice au opus rezistență slabă în largile stepe rusești și s-au retras în dezordine către est.  Cele câteva încercări de a stabili o linie defensivă au eșuat, trupele germane le-au străpuns, înconjurat, formându-se două pungi largi, prima distrusă pe 2 iunie la nord-est de Harkov, iar a doua în jurul localității Millerovo, regiunea Rostov, o săptămână mai târziu. Între timp, Armata a 2-a Maghiară și Armata a 4-a Panzer au lansat atacul asupra Voronejului, cucerind orașul pe 5 iulie 1942.
Succesul avansării inițiale a fost atât de mare, încât Hitler a intervenit și a ordonat Armatei a 4-a Panzer să se alăture Grupului de Armate Sud (A). A rezultat un blocaj de trafic teribil, când armata de tancuri a ajuns din urmă Armata a 6-a, ambele armate fiind stopate până când s-a reușit fluidizarea circulației. Întârzierea a fost neașteptat de lungă, apreciindu-se că s-a pierdut cel puțin o săptămână. În fața acestei prime nereușite parțiale, Hitler s-a răzgândit, hotărând ca din nou, Armata a IV-a Panzer să se alăture atacatorilor Stalingradului.
Până la sfârșitul lunii iulie, germanii îi forțaseră pe sovietici să traverseze în defensivă râul Don. A fost stabilit un aliniament aliat format din armatele românești, italiene și maghiare. Armata a 6-a germană se afla la numai câteva zeci de kilometri de Stalingrad, iar Armata a 4-a Panzer, aflată acum pe flancul sudic, și-a schimbat din nou direcția de atac către nord, pentru a ajuta la cucerirea orașului. În sud, Grupul A forța înaintarea către Caucaz, dar avansarea lui era încetinită, efectivele fiindu-i întinse pe distanțe prea mari și neavând legătură cu Grupul B.
În acest moment, intențiile germane au devenit clare comandanților sovietici care, în iulie, făceau planuri pentru apărarea orașului. Trupele aflate în retragere din fața germanilor au fost oprite în oraș și trupe proaspete au fost aduse din spatele frontului pe celălalt mal al Volgăi. S-a format o nouă armată, a 62-a, sub comanda lui Vasili Ciuikov, care avea misiune să apere orașul cu orice preț.

## Luptele din oraș

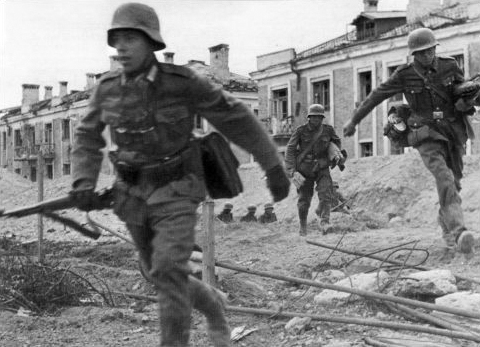
Germani pe străzile Stalingradului

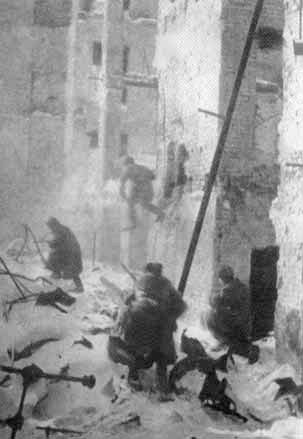
Lupte de stradă în Stalingrad

Până la sfârșitul lui august, Grupul de Armate Sud (B) au atins aliniamentul râului Volga la nord de Stalingrad. A urmat avansarea spre sud, către oraș. Până pe 1 septembrie, sovieticii nu-și mai puteau aproviziona trupele decât cu ajutorul navelor fluviale, care se angajau în traversări periculoase ale râului Volga. Pe 23 august, germanii au efectuat un bombardament aerian amplu, care a provocat un incendiu devastator în oraș, ucigând mii de civili și transformând orașul într-o mare de resturi și de ruine arzânde. Optzeci la sută din spațiile de locuit ale orașului au fost distruse.  Armata a 62-a sovietică și-a stabilit liniile defensive printre dărâmături, cu puncte de rezistență în ruinele caselor și uzinelor.
Lupta pentru oraș a fost nemiloasă și disperată. Stalin a dat ordine ca toți militarii care se retrăgeau fără ordin să fie executați. „Nici un pas înapoi” a devenit lozinca apărătorilor.  În toată perioada luptelor, forțele Ministerului de Interne au executat sau au trimis în batalioane disciplinare peste 13.000 de militari pentru „lașitate” sau dezertare. Peste 300.000 de oameni au fost trimiși înapoi la unitățile lor sau au ajutat la completarea altora. În schimb, germanii au atacat indiferenți la pierderi. Întăririle sovietice erau aduse cu vapoarele de pe malul estic al Volgăi, convoaiele fiind atacate în mod constant de artileria și aviația germană. Speranța de viață a noilor sosiți era de doar câteva ore. Lupte furioase s-au dat pentru fiecare stradă, fabrică, casă, subsol și scară. Germanii, care numeau acest război urban nemaiîntâlnit Rattenkrieg ("război de șobolani"), glumeau cu amărăciune spunând că au cucerit bucătăria, dar mai duc lupte pentru cucerirea sufrageriei.
Luptele pentru Kurganul Mamaev, un delușor înmuiat în sângele miilor de soldați uciși, au fost în mod special lipsite de orice fel de milă. Înălțimea a fost cucerită de mai multe ori de fiecare beligerant în parte. Într-una dintre atacurile pentru recucerirea dealului, sovieticii au pierdut în luptă o întreagă divizie, aproximativ 10.000 de militari, într-o singură zi.  În același timp, în luptele din silozul de grâu și care au durat câteva săptămâni, combatanții erau așa de aproape unii de ceilalți încât își puteau auzi respirația. În altă parte a orașului, un bloc de locuințe apărat de un pluton comandat de Iakov Pavlov a fost transformat într-o fortăreață inexpugnabilă. Clădirea, numită mai târziu Casa lui Pavlov, asigura supravegherea unei piețe din centrul orașului. Soldații au plantat de jur-împrejur câmpuri de mine, au poziționat cuiburi de mitralieră la ferestre și au construit o rețea de comunicații subterane prin străpungerea pereților subsolului.
Dorind să termine victorioși luptele, germanii au început să transfere în zonă din ce în ce mai multă artilerie grea, inclusiv mortiere gigantice de 600 mm. Artileria sovietică a ținut sub foc continuu pozițiile germane din locații de pe malul stâng al Volgăi. Sovieticii au folosit cu succes ruinele rezultate în urma bombardamentelor pentru luptele de apărare. Lunetiștii sovietici au folosit aceleași ruine pentru a se ascunde, provocând pierderi mari germanilor, în același timp subminându-le moralul. Cei mai vestiți lunetiști au fost "Zikan", căruia i se atribuiau 224 de germani uciși până pe 20 noiembrie 1942, și Vasili Grigorievici Zaițev, care căruia i s-au atribuit 149 de reușite. Pe toată durata luptelor, tancurile germane au devenit inutile în grămezile de dărâmături înalte de până la 8 metri. Dacă totuși încercau să înainteze, deveneau prada ușoară a vânătorilor antitanc, care deschideau focul de pe acoperișuri. 
Atât pentru Stalin, cât și pentru Hitler, bătălia de la Stalingrad a devenit o problemă capitală. Comandamentul sovietic a început să mute rezervele din zona Moscovei către regiunea  Volgăi inferioare și a transferat toate avioanele disponibile din întreaga țară în aceeași zonă. Stresul la care erau supuși comandanții militari era imens: Paulus a căpătat un tic incontrolabil al ochiului, iar Ciuikov a dezvoltat o eczemă care l-a forțat să-și bandajeze complet mâinile.
În noiembrie, după trei luni de lupte cu multe pierderi umane, cu avansări lente, germanii au reușit să ajungă la malul drept al Volgăi, cucerind 80% din orașul transformat în ruine, rupând forțele sovietice în două pungi înghesuite între râu și atacatori. Pentru ca situația apărătorilor să fie și mai grea, pe Volga au început să curgă sloiuri, făcând aproape imposibilă aprovizionarea lor. În ciuda acestor lucruri, luptele violente nu au încetat nici o clipă, nici pe versanții Kurganului Mamaev, nici în zona industrială din nord. Luptele pentru Uzina de tractoare Octombrie Roșu și pentru Fabrica Baricada au devenit vestite în toată lumea. În timp ce soldații apărau pozițiile dintre ruine, muncitorii reparau armamentul defect în imediata vecinătate a frontului sau chiar pe câmpul de luptă.

## Contraofensiva sovietică
În tot timpul asediului, s-au făcut presiuni asupra Statelor Majore ale trupelor Axei să facă eforturi pentru atingerea liniei fluviului, neglijând apărarea flancurilor. Astfel, Armata a 2-a Maghiară, constituită în principal din unități slab pregătite și echipate, a primit sarcina apărării a 200 de kilometri la nord de Stalingrad.  Asta a dus la o linie slabă, în unele părți, porțiuni de front de 1 – 2 km fiind apărate de un singur pluton. Forțele sovietice dețineau câteva capete de pod în zona sudică a frontului, orice comandant militar competent considerându-le amenințări serioase. Hitler era atât de concentrat asupra orașului însuși, încât orice cerere pentru întărirea flancurilor și distrugerea capetelor de pod sovietice a fost respinsă. Șeful Marelui Stat Major German (OKW), generalul de armată Franz Halder, și-a exprimat preocuparea pentru atenția acordată de Hitler exclusiv orașului, atrăgând atenția asupra flancurilor slab apărate ale germanilor. Incomodat de observațiile lui Halder, Hitler l-a înlocuit în octombrie cu generalul Kurt Zeitzler.
Pe timpul toamnei, când luptele continuau cu violență în oraș, generalul sovietic Gheorghi Jukov, care preluase sarcina planificării strategice în zona Stalingradului, a început să concentreze forțe sovietice masive în stepele din nordul și sudul orașului. Flancul nordic era în mod special vulnerabil, fiind apărat de trupele românești și maghiare, mai slab echipate și cu un moral scăzut. Planul lui Jukov era să țintuiască forțele germane în interiorul orașului și apoi să străpungă flancurile slab apărate ale inamicului și să-l încercuiască în orașul transformat în capcană. Operațiunea a primit numele de cod Uranus și a fost lansată simultan cu Operațiunea Marte, care viza Grupul de Armate Centru.

Contraatacul sovietic de la Stalingrad

Pe 19 noiembrie 1942, Armata Roșie a declanșat Operațiunea Uranus. Unitățile sovietice, aflate sub comanda generalului Nikolai Vatutin, erau constituite din trei armate complete: Prima Armată de Gardă, Armata a 21-a și Armata a 5-a de Tancuri, toate având un total de 18 divizii de infanterie, 8  brigăzi de tancuri, 2 brigăzi motorizate, 6 divizii de cavalerie și o brigadă antitanc. Pregătirile pentru atac au putut fi auzite de români, care au cerut neîncetat întăriri, dar au fost refuzați din nou. Slab echipată și copleșită numeric, Armata a 3-a Română a fost pur și simplu pulverizată de atacul masiv sovietic după o luptă crâncenă de o zi, lăsând descoperit flancul Armatei a 6-a Germană.
Pe 20 noiembrie, o a doua ofensivă sovietică a fost lansată la sud de Stalingrad, în zona apărată de Armata 4-a Română. Această armată, compusă în principal din unități de cavalerie, a cedat aproape imediat. Forțele sovietice și-au continuat înaintarea către vest într-o mișcare de învăluire, făcând joncțiunea lângă orașul Kalaci după două zile, încercuind fără scăpare forțele Axei. Aproximativ 250.000 de soldați germani, 30.000 de soldați români și italieni, ca și câteva unități croate și o serie de unități auxiliare de voluntari au fost prinși în această încercuire. Alături de ei s-au aflat și civili sovietici și câteva mii de soldați sovietici căzuți prizonieri în luptele cu germanii. Nu toți germanii au fost încercuiți, aproximativ 50.000 au rămas în afara pungii.
Hitler a ținut un discurs pe 30 septembrie, în care afirma că germanii nu vor părăsi niciodată orașul. Generalii germani erau de altă părere, propuneau o retragere rapidă către vest și stabilirea unei linii de apărare la vest de Don. Hermann Göring a afirmat în schimb că Luftwaffe poate aproviziona armatele încercuite printr-un „pod aerian”. Asta ar fi permis încercuiților să reziste, până când o forță de despresurare s-ar fi putut constitui. Un asemenea plan fusese deja folosit  cu un an în urmă în încercuirea de la Demiansk, la o scară mai mică, cu un corp de armată, nu cu o întreagă armată.  În plus, Armata a 6-a era cea mai mare din lume, aproape de două ori mai mare decât una obișnuită, alături de infanteriști fiind prinși în încercuire și patru corpuri de tancuri. Pentru toată lumea era evident că pentru aviație era o sarcină imposibilă. Capacitatea de transport a Luftwaffe nu fusese refăcută după Bătălia pentru Creta, cele 300 de tone pe care le-ar fi putut transporta zilnic fiind cu mult mai puțin decât cele 500 de tone de provizii cât ar fi fost nevoie zilnic. Însă, angajamentul odată asumat, trebuia dus la îndeplinire, iar Hitler a susținut planul lui Göring, reiterându-și ordinul dat trupelor încercuite de a nu se preda.
Misiunile de aprovizionare aeriană au eșuat aproape imediat. Condițiile meteo defavorabile și antiaeriana sovietică foarte eficientă au făcut imposibilă menținerea unui pod aerian. Doar aproximativ 10% dintre proviziile cerute au putut fi duse la destinație. Avioanele care reușeau să aterizeze, transportau bolnavii și răniții din enclava asediată. Militarii Armatei a 6-a sufereau de foame și, la un moment dat, piloții au fost șocați să vadă că soldații desemnați să descarce avioanele de transport erau prea slăbiți pentru a manevra proviziile.
În acest timp, forțele sovietice și-au putut consolida pozițiile din jurul Stalingradului. În scurt timp, au început lupte violente pentru restrângerea pungii. Un atac (Operațiunea Wintergewitter – „furtuna de iarnă”) efectuat de o grupare germană ce a inclus și Divizia 1 Blindată Română și alte unități române ce scăpaseră din încercuire pentru străpungerea pozițiilor sovietice în zona de sud a pungii și eliberarea celor prinși captivi într-însa, a fost respinsă cu succes de sovietici în decembrie, forțele Axei ajungând la aproximativ 50 de km una de alta. Încercuirea a fost de nepătruns. În același timp, la loviturile sovieticilor s-a adăugat cumplita iarnă rusească. Pe Volga s-a format un pod de gheață, permițându-le sovieticilor să-și aprovizioneze foarte ușor forțele din oraș. Forțele germane prinse în încercuire au rămas în scurtă vreme fără combustibil pentru încălzire și fără materiale medicale, mii dintre ei murind degerați, de foame sau de boli.
În ianuarie, Armata Roșie a lansat o nouă ofensivă, Operațiunea Saturn, în încercarea de a străpunge defensiva italiană de pe Don și de a elibera Rostovul. Scopul atacului era să blocheze resturile Grupului de Armate Sud în Caucaz, ceea ce ar fi fost un dezastru total pentru germani. Germanii au pus însă în practică o „apărare mobilă”, în care unitățile mici apărau orașele până când armatele de tancuri veneau în sprijinul lor. Deși sovieticii nu au reușit să cucerească Rostovul, luptele l-au forțat pe von Manstein să-și retragă forțele din Caucaz și să restabilească frontul la aproximativ 250 km de oraș, lăsând Armata a 6-a fără sprijin. Militarilor  prinși în încercuire nu li s-a spus asta, ei crezând în continuare că forțele de descercuire se îndreaptă către ei. Câțiva dintre ofițerii lui Paulus au cerut să nu se mai supună ordinelor lui Hitler și să încerce să spargă încercuirea din interior. Paulus era, totuși, un militar mult prea disciplinat, ideea de nu respecta ordinele lui Hitler i se părea dezgustătoare.

## Sfârșitul bătăliei

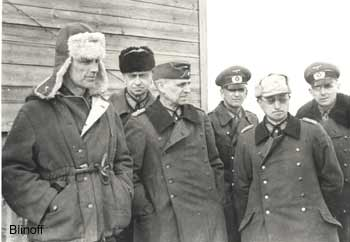
Mareșalul Paulus (la mijloc) împreună cu Statul său Major, prizonieri de război

În scurtă vreme, germanii din încercuire au fost siliți să se retragă din suburbii în centrul orașului Stalingrad. Pierderea a două aeroporturi, Pitomnik și Gumrak a dus la stoparea aprovizionării pe calea aerului și la încetarea evacuării răniților și bolnavilor. Din acest moment, germanii au început, practic, să moară de foame. Muniția a ajuns pe sfârșite. Totuși, au continuat să reziste cu încăpățânare, în parte și pentru că mulți credeau că sovieticii aveau să-i execute pe cei care s-ar fi predat. În schimb, sovieticii au fost surprinși de numărul mare de militari pe care-i încercuiseră și au trebuit să-și întărească pozițiile ca să strângă încercuirea și să câștige teritoriu. Din nou, a reizbucnit războiul sângeros urban, de această dată, germanii fiind cei împinși către malurile Volgăi.
Hitler l-a înaintat în grad pe Paulus, făcându-l Generalfeldmarschall pe 30 ianuarie 1943. Cum nici un Mareșal de Câmp german nu a fost vreodată luat prizonier, Hitler și-a închipuit că Paulus va continua lupta sau se va sinucide. Cu toate  acestea, când Paulus și Statul său Major au fost încercuiți în clădirea unui fost magazin universal, mareșalul s-a predat. Resturile forțelor germane din Stalingrad s-au predat pe 2 februarie 1943. 90.000 de militari germani, înfometați și extenuați au fost luați prizonieri. Spre marea încântare a sovieticilor, printre aceștia se aflau și 22 de generali. 

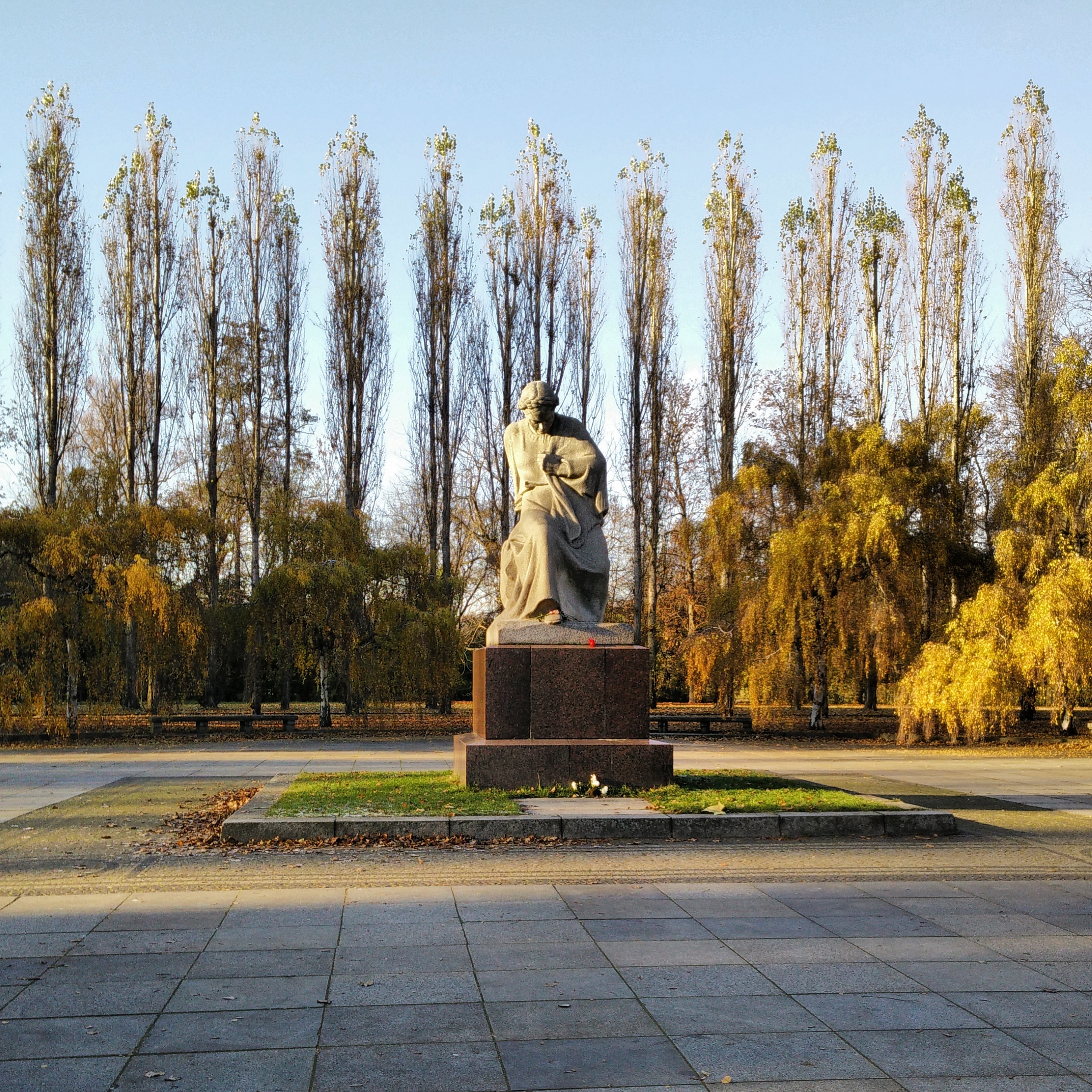
Complexul memorial de pe Kurganul Mamaev, dominat de statuia Mamei Rusia

Numai 6.000 din cei 91.000 de prizonieri de război au mai supraviețuit detenției în Uniunea Sovietică și s-au mai întors acasă. Deși erau slăbiți de boli, foame și lipsa de îngrijire medicală, cei mai mulți dintre ei au fost trimiși în lagăre de muncă de pe tot întinsul Uniunii Sovietice, unde cei mai mulți au murit de foame și de extenuare. Câțiva ofițeri de frunte au fost duși la Moscova în scopuri propagandistice. Câțiva dintre ei, printre care și Paulus, au semnat o declarație anti-Hitler care să fie difuzată trupelor germane. Generalul  Walter von Seydlitz-Kurzbach s-a oferit să formeze o armată antihitleristă dintre supraviețuitorii Stalingradului, dar sovieticii nu au fost de acord. Ultimii supraviețuitori au fost repatriați în 1955.
Publicului german nu i s-a adus la cunoștință în mod oficial nimic despre dezastru decât la sfârșitul lui ianuarie 1943, deși rapoartele optimiste despre lupte încetaseră în media germană în săptămânile de dinaintea anunțului. Nu era prima înfrângere germană, dar dezastrul de la Stalingrad a fost de o magnitudine nemaiîntâlnită până în zilele noastre. Pe 18 februarie, Ministrul Propagandei, Joseph Goebbels, a ținut faimosul discurs de la Sportpalast din Berlin, îndemnându-i pe germani să accepte războiul total, care cerea mobilizarea tuturor resurselor umane și materiale ale Germaniei.
Din toate punctele de vedere, bătălia de la Stalingrad a fost cea mai sângeroasă, cu cele mai multe pierderi într-o singură bătălie. A durat 199 de zile. Pierderile în rândurile militarilor Axei au fost de circa 850.000 de oameni. Printre aceștia, 400.000 de germani, 200.000 de români, 130.000 de italieni și 120.000 de unguri. Mai mult de 40.000 de civili sovietici au murit în oraș și în suburbii. Numărul de civili uciși în zonele din raionul înconjurător nu a putut fi estimat.
Pentru eroismul apărătorilor sovietici, orașul a fost decorat în 1945 cu titlul de Oraș Erou. În anii ce au urmat războiului, un monument gigantic al „Mamei Rusia” a fost ridicat pe Kurganul Mamaev, dealul care veghează orașul. Statuia formează o parte dintr-un complex memorial care mai include și clădiri în ruină, lăsate în mod deliberat în starea în care erau în timpul luptelor. Silozul, ca și Casa Pavlov pe care sovieticii au apărat-o timp de două luni până la eliberare, mai pot fi și azi vizitate.